# 享有饮水和卫生设施的人权

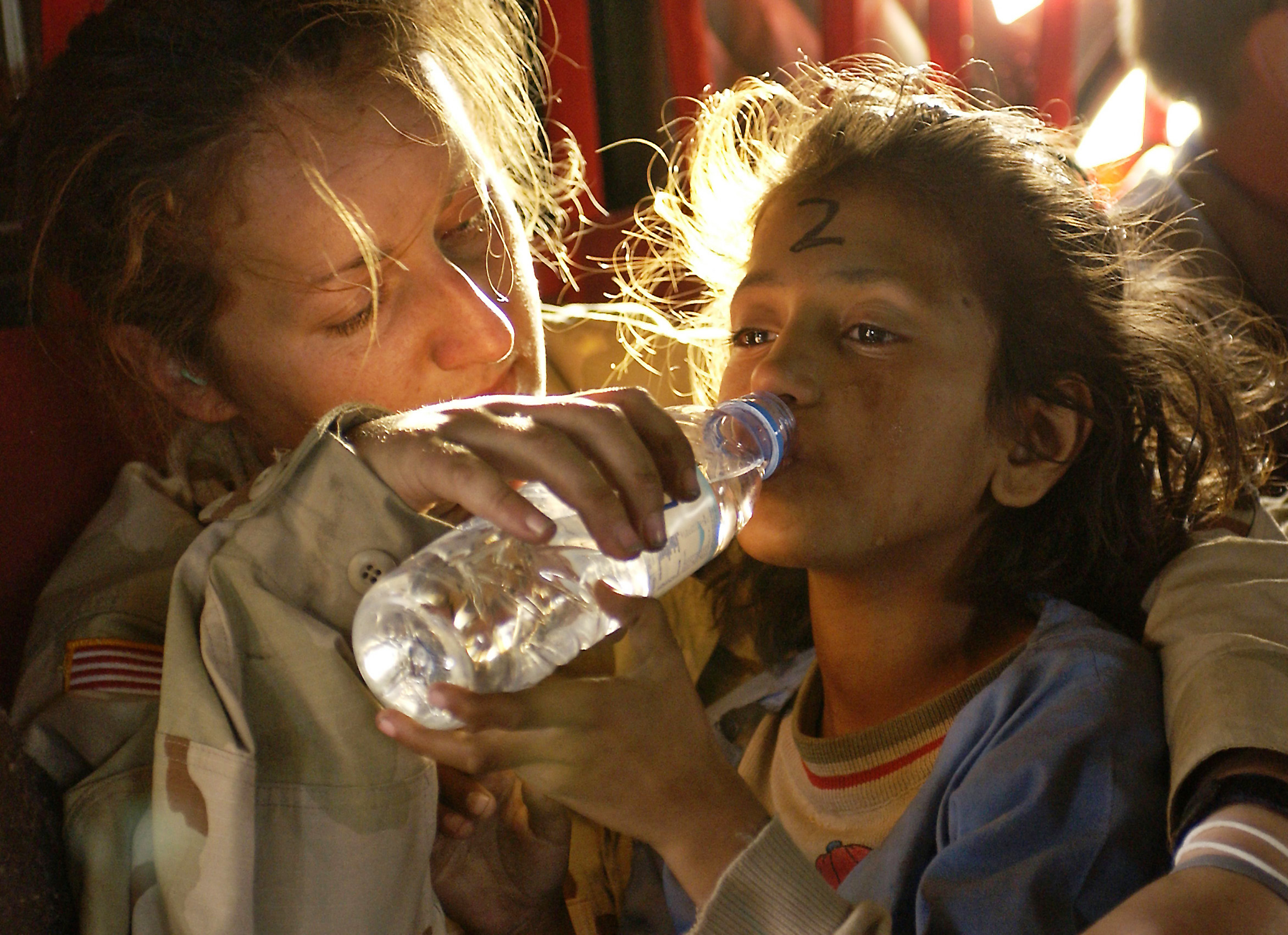
获得安全饮用水和卫生设施对过上有尊严的生活和维护人权至关重要

享有饮水和卫生设施的人权（英语：Human right to water and sanitation）顾名思义，是一项意味着人类应该享有安全和清洁饮用水和卫生设施的人权。 该人权出自于联合国人权理事会第 7/22 号决议、联合国人权理事会第 12/8 号决议、联合国大会第 64/292 号决议、联合国人权理事会第 15/9 号决议以及联合国人权理事会第 16/9 号决议。 依据第 7/22 号决议，联合国为此人权委任了人权问题的特别报告员。该特别报告员的主要包括：开展专题研究、进行国家访问、收集良好做法，并与发展实践者合作落实水和卫生设施权。

## 历史

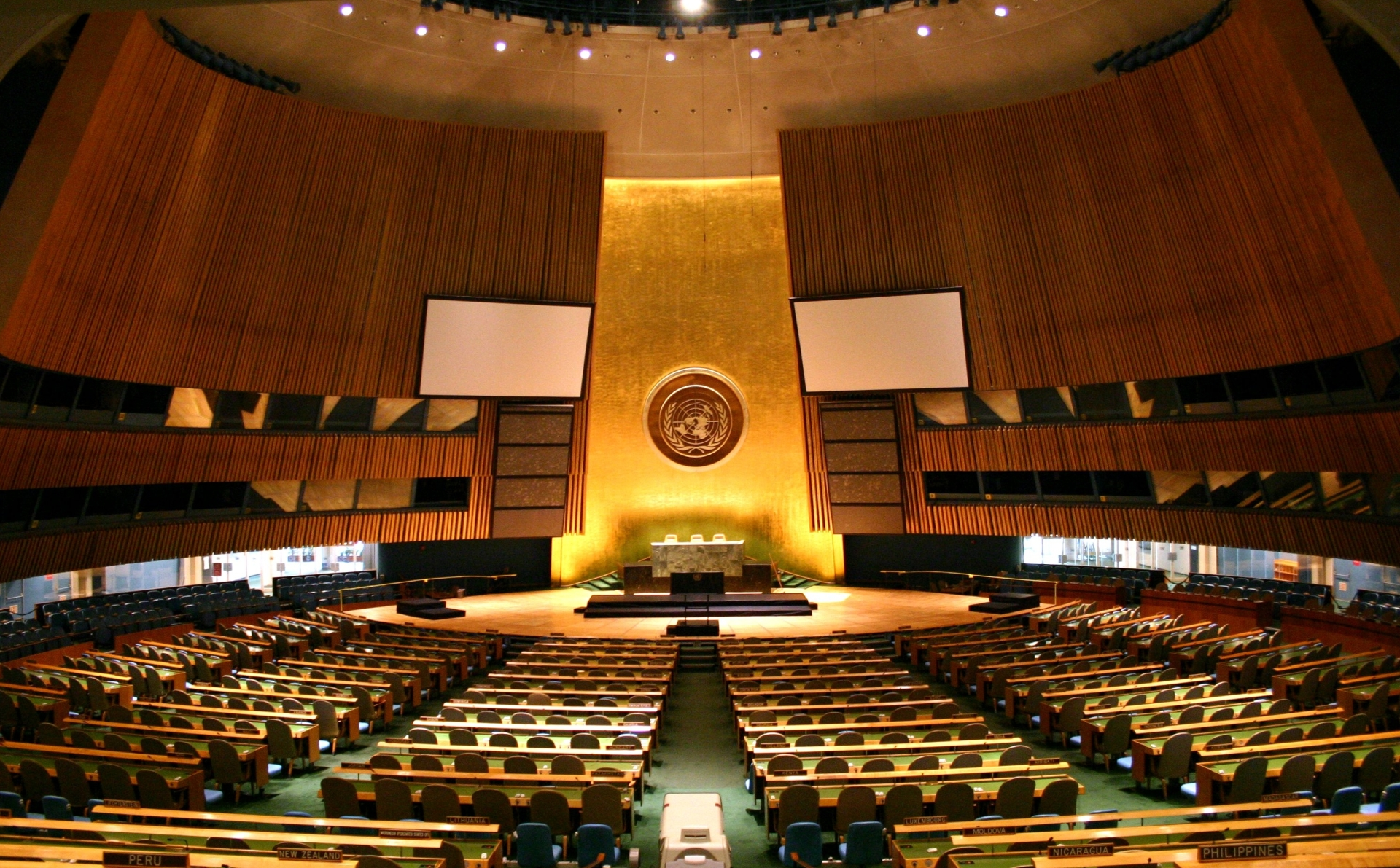
位于纽约联合国总部大楼的大会堂

于 2008 年 3 月 28 日，联合国人权理事会在第 7 届会议上通过了第 7/22 号 《人权与享有安全饮用水和卫生设施》决议。该决议任命与享有安全饮用水和卫生设施有关的人权义务问题独立专家，任期三年，其任务为：
1. 与各国政府、联合国有关机构、私营部门、地方当局、国家人权机构、 公民社会组织和学术机构开展对话，以确认、促进和交流与享有安全饮用水和卫生设施有关的最佳做法，并在这一方面，编写最佳做法概要。
2. 推进有关工作，为此开展一项研究，进一步澄清在享有安全饮用水和卫生设施方面的人权义务、包括不歧视义务的内容，在此过程中，应与各国政府和联合国有关机构合作并反映其看法，同时与私营部门、地方当局、国家人权机构、公民社会组织和学术机构进一步合作。
3. 提出有助于实现“千年发展目标”、尤其是目标 7 的建议。
4. 适用性别观点，特别是要查明针对具体性别的脆弱因素。
5. 在避免不必要的重复的情况下，与理事会其他特别程序和附属机关、联 合国有关机构和条约机构密切协调，同时考虑到其他利益攸关方，包括有关区域人权机制、国家人权机构、公民社会组织和学术机构的意见。
6. 向理事会第十届会议提交一份报告，包括结论和建议。

该专家在联合国《享有安全饮用水和卫生设施的人权问题特别报告员》
于 2009 年 10 月 1 日，联合国人权理事会在第 12 届会议上通过了第 12/8 号 《人权与享有安全饮用水和卫生设施》决议。该决议吁请各国：
1. 为在各级解决卫生设施不足的问题创造有利环境，包括酌情采取预算编制、立法、建立管理、监测和问责框架和机制、明确指定体制责任以及将卫生设施列入国家减贫战略和发展计划。
2. 在适当范围收集有关本国卫生设施覆盖范围的最新、准确和详细的资料，收集缺乏卫生设施和卫生设施不足的家庭的主要情况，并将有关资料向所有利益攸关方提供。
3. 与其他利益攸关方合作，酌情制订国家和/或地方行动计划，从而以综合的方法解决卫生设施不足的问题，同时适当考虑废水管理问题，包括废水处理和回收利用的问题。
4. 在制订、执行和监测上述行动计划时，确保并促进地方社区了解有关 情况，并能充分、自由和有意义地参与。
5. 考虑到妇女和女孩的特殊卫生需求，在所有相关决策方面采取关注性别问题的办法。
6. 组织或酌情采取其他方式支持普及性的群众宣传运动，促进有关卫生设施方面的行为改变，提供信息，特别是提倡讲求卫生。

于 2010 年 7 月 28 日，联合国大会在第 64 届会议上通过了第 64/292 号《享有饮水和卫生设施的人权》决议。该决议也提到约 8.84 亿人民不能享受安全饮水以及 26 亿多人民不能享受基本卫生设施，并且每年有约 150 万五岁以下儿童因饮用水和卫生设施相关的疾病而死亡。该决议确认了平等享受安全和清洁饮水和卫生设施作为实现所有人权的组成部分的重要性。该决议也呼吁各国和各国际组织通过国际援助和合作，向尤其是发展中国家提供 财政资源，帮助进行能力建设，转让技术，以便加紧努力，向所有人提供安全、清洁、容易获得和负担得起的饮水和卫生设施。 该决议回顾了以下所有历届决议的初衷：
- 1999 年 12 月 17 日，联合国大会在第 54 届会议上通过了第 54/175 号《发展权》决议。该决议在第 12(a) 条重申：享有食物和清洁饮用水是基本的人权，并且各国政府以及国际社会有义务促进此人权。[8]

- 2000 年 9 月 8 日，联合国大会在第 55 届会议上通过了第 55/2 号《联合国千年宣言》决议。该决议在第 19 条提到，联大将决心在2015年年底前，使世界上每日收入低于一美元的人口比例和挨饿人口比例降低一半，并在同一日期之前，使无法得到或负担不起安全饮用水的人口比例降低一半。[9]

- 2000 年 12 月 20 日，联合国大会在第 55 届会议上通过了第 55/196 号《2003 年国际淡水年》决议。该决议宣布 2003 年为国际淡水年，并且鼓励所有会员国、联合国系统和所有其他行动者利用国际淡水年来提高对淡水重要性的认识，并在地方、国家、区域和国际各级倡导各种行动。[10]

- 2003 年 12 月 23 日，联合国大会在第 58 届会议上通过了第 58/217 号《2005-2015 年“生命之水”国际行动十年》决议。2004 年 12 月 22 日，联合国大会在第 59 届会议上通过了第 59/228 号《2003 年国际淡水年期间开展的活动，2005-2015 年“生命之水”国际行动十年的筹备情况，以及实现可持续水 资源开发方面的进一步努力》决议。三项决议中都重申到：国际商定的关于水和卫生的发展目标，包括《联合国千年宣言》 中的目标，并决心实现在 2015 年年底之前使无法得到或负担不起安全饮用水的人口比例减少一半的目标和《约翰内斯堡执行计划》规定的使缺乏基本卫生条件的人口比例减少一半的类似目标。[11][12]
- 2006 年 12 月 20 日，联合国大会在第 61 届会议上通过了第 61/192 号《2008 国际环境卫生年》决议。该决议宣布 2008 年为国际环境卫生年，并且重申了第 58 & 59 届中所重申的项目。例如：重申以上所提到的，还有重申在开展 2005-2015“生命之水”国际行动十年的活动时，必须考虑到环境卫生与水的互补性。[13]
- 2009 年 12 月 21 日，联合国大会在第 64 届会议上通过了第 64/198号《“生命之水”国际行动十年(2005-2015)执行情况中期全面审查》决议。该决议重申了第 58、59 & 61 届中所重申的项目，并且强调水对于可持续发展，包括环境完整性以及消除贫穷和饥饿至关重要于人类健康和福祉不可或缺。[14]

## 人权问题特别报告员国家访问
享有安全饮用水和卫生设施的人权问题特别报告员在任期里进行国家访问，目的是为了审查国家一级的水和卫生状况，确定良好做法，并就改善水和卫生设施的获取和确保保护与之相关的人权的步骤向政府提出建议。从 2009 至 2019年，人权问题特别报告员访问了 14 个国家，当中包括：哥斯达黎加、孟加拉国、埃及、美国、日本、斯洛文尼亚、纳米比亚、塞内加尔、泰国、图瓦卢、基里巴斯、约旦、巴西、肯尼亚、博茨瓦纳、塔吉克斯坦、萨尔瓦多、墨西哥、葡萄牙、蒙古、印度、马来西亚和莱索托。

## 外部連結
世界卫生组织 （页面存档备份，存于）